# Формозо (Канзас)
Формозо (англ. Formoso) — місто (англ. city) в США, в окрузі Джуелл штату Канзас. Населення — 94 особи (2020).

## Географія
Формозо розташоване за координатами 39°46′44″ пн. ш. 97°59′35″ зх. д. / 39.77889° пн. ш. 97.99306° зх. д. (39.779007, -97.993180).  За даними Бюро перепису населення США в 2010 році місто мало площу 0,72 км², уся площа — суходіл.

## Демографія
Згідно з переписом 2010 року, у місті мешкали 93 особи в 48 домогосподарствах у складі 26 родин. Густота населення становила 129 осіб/км².  Було 65 помешкань (90/км²).
Расовий склад населення:
| - 98,9 % — білих |

До двох чи більше рас належало 1,1 %. Частка іспаномовних становила 1,1 % від усіх жителів.
За віковим діапазоном населення розподілялося таким чином: 18,3 % — особи молодші 18 років, 44,1 % — особи у віці 18—64 років, 37,6 % — особи у віці 65 років та старші. Медіана віку мешканця становила 56,5 року. На 100 осіб жіночої статі у місті припадало 126,8 чоловіків;  на 100 жінок у віці від 18 років та старших — 111,1 чоловіків також старших 18 років.
Середній дохід на одне домашнє господарство  становив 32 045 доларів США (медіана — 29 375), а середній дохід на одну сім'ю — 36 552 долари (медіана — 33 750). Медіана доходів становила 36 250 доларів для чоловіків та 28 750 доларів для жінок. За межею бідності перебувало 18,0 % осіб, у тому числі 11,4 % дітей у віці до 18 років та 0,0 % осіб у віці 65 років та старших.
Цивільне працевлаштоване населення становило 25 осіб. Основні галузі зайнятості: освіта, охорона здоров'я та соціальна допомога — 44,0 %, виробництво — 20,0 %, роздрібна торгівля — 12,0 %, транспорт — 8,0 %.